# Spring is Here
"Spring is Here" är en populär sång komponerad av Richard Rodgers, med text av Lorenz Hart från 1938. Låten skrevs för musikalen I Married an Angel (1938), där den var introducerad av Dennis King och Vivienne Segal.